# El Puerto de Santa María

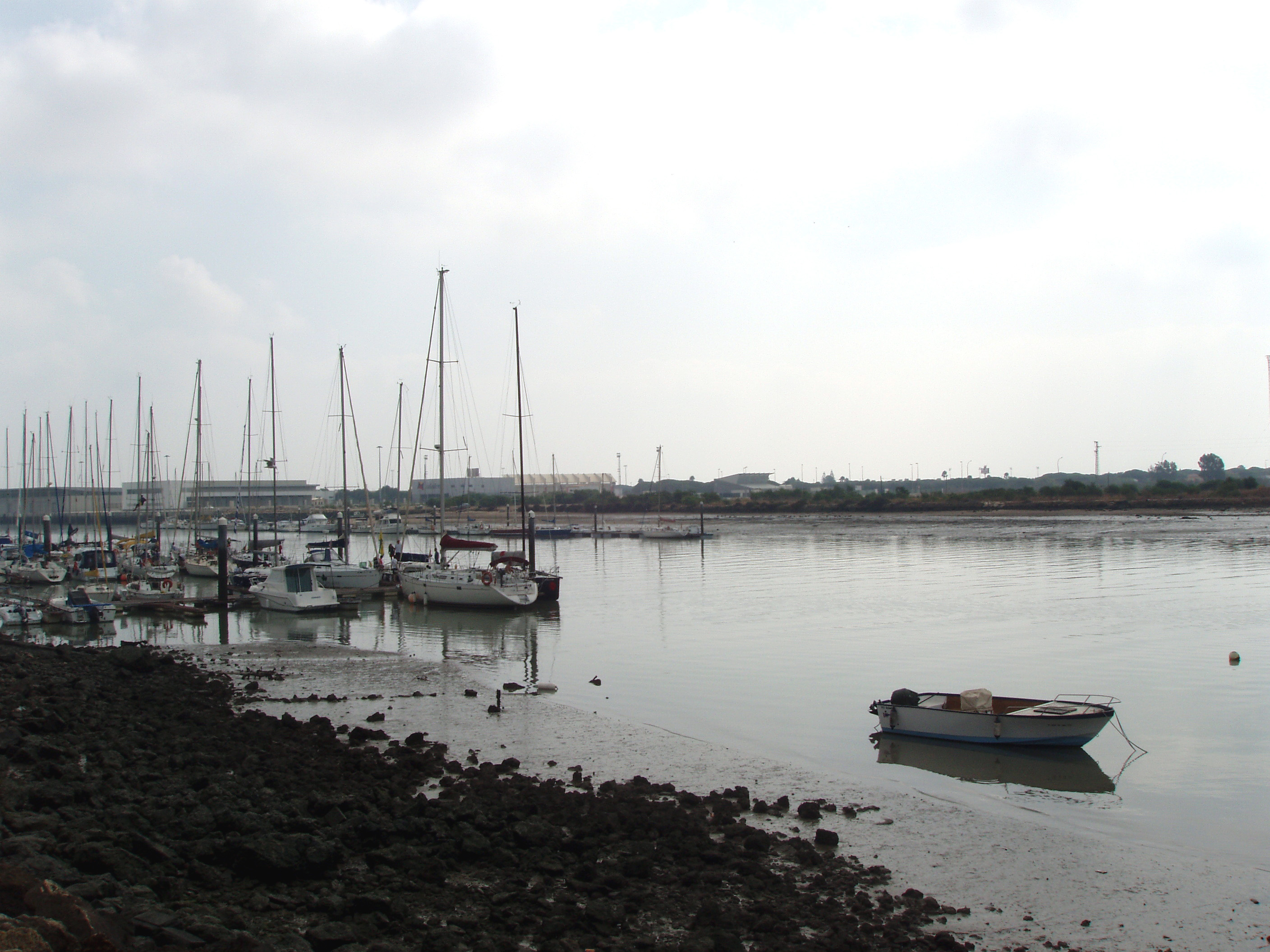
Rio Guadalete

El Puerto de Santa María (cunoscut si sub numele de El Puerto) este un municipiu situat pe malurile râului Guadalete⁠(d) în provincia Cádiz, Andaluzia.
Începând din anul 2009, orașul are o populație de circa 88.000, din care circa 50.000 locuiesc în centru urban, iar restul în zonele înconjurătoare. Populația municipiului în anul 2012 a fost de 89068 de locuitori și este ușor în creștere. Acesta are o suprafață de 159 km ² și o densitate a populației de 541.53 locuitori/Km². Orașul El Puerto de Santa María se află la o înălțime de 6 m și la 10 km nord-est de Cadiz dea lungul golfului Cadiz⁠(d) și este cel mai bine cunoscut pentru ca fiind portul din care Columb a navigat în cea de a doua călătorie în America alături de Juan de la Cosa⁠(d) care a desenat o harta lumii (harta lui Juan de la Cosa⁠(d)) fiind prima care a inclus si coasta Noii Lumi. Orașul face parte impreuna cu Cadiz, Jerez de la Frontera, San Fernando (Cadiz), Chiclana, Puerto Real si Rota din Asociatia Municipiilor din Golful Cádiz.
El Puerto de Santa Maria este cunoscut sub numele de Orașul celor o sută de Palate, deși trecerea timpului și neglijență au lăsat ca multe dintre aceste clădiri frumoase sa fie distruse.

## Istorie
Conform legendei prezentata în Odiseea lui Homer, după războiul troian un oficial grec pe nume Menestheus⁠(d) scăpat cu trupele sale prin Strâmtoarea Gibraltar a ajuns la râul Guadalete unde sau stabilit și au numit acel port: Portul lui Menestheus.
În 711, maurii din Africa de Nord au invadat sudul Spaniei. Ei au redenumit locul Alcante sau Alcanatif, în traducere Portul de Sare, din cauza industriei de sare a fenicienilor și romanilor.
În 1260, Alfonso X de Castilia a cucerit orașul de la mauri și l-a redenumit Santa Maria del Puerto.
El a organizat distribuirea terenurilor și a emis un Royal charter⁠(d) sub coroana de Castilia. După ce a primit acel decret, orașul a avut permisiunea de a utiliza titlul de "El", înainte de numele orașului în sine. Aceasta fiind o proprietate distinctiva, Madridul neavând acest drept, deși este capitala Spaniei. În lucrarea sa Cantigas de Santa Maria CSM 367, Alfonso cântă despre vindecarea sa miraculoasa de picioare umflate după ce a vizitat biserica din Santa Maríado Porto.
In 1480 Columb a vizitat El Puerto si a primit multe încurajari pentru planurile sale de călătorie, de asemenea el sa intalnit aici cu Juan de la Cosa cel care a emis prima harta lumii ce continea si linia coastei Noii Lumi în 1500.
El Puerto a fost resedinta mai multor cargadores (comercianti) bogați ce au operat comerțul Spaniei cu America.
In timpul secolelor 16 și 17, a fost portul de iarnă a galerele regale.
În secolul XIX orasul a devenit Cartierul General pentru armata franceză în timpul Războiului Peninsular sub domnia lui Joseph Bonaparte.
Orașul este cufundat în istorie, muzee și monumente. Este de asemenea, la mică distanță de orașele istorice din Sevilla și Cadiz.

## Personalități născute aici
- Rafael Alberti (1902 - 1999), scriitor.